# Згущувач з осадоущільнювачем

Згущувач з осадоущільнювачем: 1– циліндричний корпус; 2 – міст; 3 – приймальний пристрій; 4 – лопатки розпушувача

Згущувач з осадоущільнювачем застосовують для уловлювання шламів, прояснення зворотних вод, згущення відходів флотації та отримання осадів з підвищеною концентрацією твердого. Принципова відмінність згущувача з осадоущільнювачем від згущувачів інших типів  –  збільшена висота зони стиснення осаду. Використовують для отримання достатньо проясненого зливу та згущеного продукту з підвищеною концентрацією твердого.
Згущувач (рис. ) складається із сталевого циліндроконічного корпусу 1, на який спирається міст 2 з приводом розпушувача.  У центрі чана проходить вал з лопатками розпушувача 4, укріпленими на його нижньому кінці.
Живлення подають в центральну частину корпусу через приймальний пристрій 3. Частинки твердого осідають в конічній частині чана і ущільнюються під дією гравітаційних сил, тиску стовпа рідини і коливань розпушувача. Встановлено, що легке перемішування осаду сприяє його ущільненню. При вертикальних коливаннях розпушувача в осаді утворюються канали, по яких вода переміщується у верхню частину згущувача.
Для видалення осаду використовують роторний вивантажувач 8 з приводом 9. Прояснена рідина зливається через кільцевий жолоб 4. Частота коливань розпушувача 3 хв – 1, а амплітуда переміщення 200 мм. Питома продуктивність по вихідному живленню коливається від 2 до 3,5 м3/(м2•год) або від 0,16 до 0,25 т/(м2•год). Концентрація твердого в згущеному продукті становить 700-800 г/л. Технологічні показники роботи згущувача з осадоущільнювачем вище показників роботи звичайного згущувача.